# پین (مینه‌سوتا)
پین (به انگلیسی: Payne) یک منطقهٔ مسکونی در ایالات متحده آمریکا است که در Meadowlands Township واقع شده‌است. پین ۱۰ نفر جمعیت دارد و ۳۹۹٫۹ متر بالاتر از سطح دریا واقع شده‌است.